# 辛志超

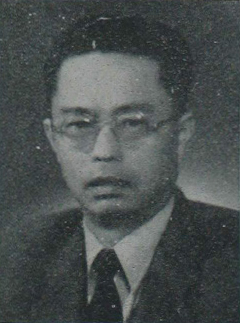
辛志超近照

辛志超（1907年—1975年7月28日），字不惑，又名辛毅，山东海阳人，中华民国及中华人民共和国政治人物。

## 生平
早年毕业于燕京大学。后来任北京基督教青年会职工部主任。抗日战争全面爆发后，任基督教青年会军人服务部西北区主任，开展抗日救亡工作。1945年加入中国民主同盟（简称民盟），任民盟云南省委员会执行委员。抗日战争胜利后，参加了民盟华东执行部的工作。1949年9月出席中国人民政治协商会议第一届全体会议。
中华人民共和国成立后，任民盟中央组织委员会副主任、政务院副秘书长。1950年起，任政务院副秘书长兼政务院机关事务管理局副局长。后来任全国人大常委会副秘书长。他是民盟第一、二届中央委员，第三届中央常委兼副秘书长。是第一届全国人大代表、全国人大常委会副秘书长，第二、三、四届全国政协委员，全国政协副秘书长。
1975年7月28日，辛志超在北京病逝，享年68岁。8月6日举行追悼会，国务院总理、政协全国委员会主席周恩来，政协全国委员会副主席叶剑英，全国人大常委会副委员长吴德，政协全国委员会、中共中央统战部、国务院办公室、全国人大常委会办公厅、民盟中央送了花圈。政协全国委员会副主席沈雁冰及有关方面负责人和辛志超生前友好胡愈之、刘友法、李金德、武新宇、李梦夫、周子健、萨空了、孙起孟、楚图南、闻家驷、汪世铭、李文宜、沈兹九、连贯、林仲易、费孝通、孙承佩、申伯纯、王克俊、张毕来、罗涵先、葛志成、黄鼎臣、徐萌山、严信民等参加追悼会。